# Alencar Jr.
Olimpio Alencar Jr., conhecido simplesmente como Alencar Jr. ou Deputado, (Goiânia, 19 de abril de 1954) é um piloto de automobilismo. Foi campeão brasileiro de Stock Car Brasil. Foi também empresário industrial nos ramos de confecção (jeans) e alimentício (sorvetes). Hoje é empresário nos ramos de telefonia móvel, tecnologia da informação, agropecuária e esportes (promoção de atletas).

## Histórico
Piloto com grande experiência dentro do automobilismo, tendo em seu currículo inúmeras vitórias. Como a maioria dos pilotos, começou sua carreira no kart, em 1970 em Goiânia, passando pela Divisão Turismo, Stock Car, Fórmula 3 Sul-Americana, Trofeo Maserati e no GT3 Brasil.
No Campeonato Brasileiro de Turismo de Divisão I, no ano de 1976, ganhou em Brasília e Cascavel. O campeonato desta categoria no ano de 1978 foi realizado em duas provas, uma em Goiânia e outra em Brasília, o piloto goiano obteve a vitória em sua cidade natal.
Ao deixar o Campeonato Brasileiro de Stock Car para a Fórmula 3 Sul-Americana no ano de 1989, Alencar Júnior era o recordista de pole positions de toda a história do Campeonato Brasileiro de Stock Car. Alencar Jr. ainda é o segundo maior na lista de pole positions, com um total de 20. Também na lista de vitórias dentro do Campeonato Brasileiro de Stock Car, o piloto goiano é o terceiro maior vitorioso de toda a história, com um total de 17 vitórias. Ademais destaca-se inúmeras quebras de recordes de pistas durante sua participação no Campeonato Brasileiro de Stock Car.
Alencar disputou a Fórmula 3 Sul-Americana durante três anos, e em seu primeiro ano obteve o quarto maior retorno publicitário da América do Sul (1991). Em 1994, Alencar Jr. competiu e venceu o Grand Prix de Miami, na categoria turismo, pilotando um Porsche 911.
Após 14 anos sem competir, Alencar Júnior reestreou no Campeonato Brasileiro de Turismo, o Trofeo Maserati. Alencar disputou sua primeira prova no dia 3 de abril de 2005 em Interlagos, São Paulo. O piloto terminou a prova em segundo lugar, fazendo um belo retorno às pistas. No campeonato, obteve cinco vitórias, conseguiu mais três segundos lugares e foi o recordista em número de pole positions (três). Estes números foram obtidos mesmo com uma corrida a menos, em função de não ter conseguido largar por problemas em seu carro na penúltima etapa, Santa Cruz, os quais lhe custaram caro, pois, mesmo com todos os números a favor, Alencar foi vice-campeão brasileiro a apenas dois pontos do campeão. Mesmo com o vice-campeonato, Alencar faturou o Prêmio Capacete de Ouro como o melhor piloto de turismo do ano, sendo este, a maior premiação automobilística nacional. Fazendo assim um bem-sucedido campeonato e retorno às pistas após vários anos inativos.
Para redimir-se, Alencar disputou no dia 4 de dezembro o Campeonato Mundial da Trofeo Maserati, realizado no Autódromo de Jacarepaguá, no Rio de Janeiro, reunindo os campeões e vice-campeões dos campeonatos brasileiros e europeus da categoria, entre outros pilotos convidados da Stock Car Brasil. Na Europa, a categoria tem sete anos de existência e já é bem conceituada, com pilotos de altíssimo nível. Alencar obteve dois segundos lugares nas duas baterias realizadas, somando maior pontuação que os adversários, levando assim o título de campeão mundial.
No ano de 2006, Alencar venceu o Campeonato Brasileiro Trofeo Maserati com duas rodadas de antecedência e com 152 pontos de diferença do segundo colocado. Fazendo um campeonato impecável e aumentando seus recordes na categoria.
Em 2007, o piloto goiano realizou o sonho antigo de pilotar uma Ferrari nas pistas. Disputou o GT3 Brasil pilotando uma Ferrari F430. Ao término da temporada, Alencar anunciou sua retirada das pistas, onde deixou sua história no automobilismo mundial.

## Números
Campeonatos Regionais:
- 3 vezes Campeão de Kart
- 3 vezes vice-campeão de Kart
- 3 vezes Campeão de Turismo no Centro-Oeste (Divisão 1)
- 2 vezes Vice-Campeão de Turismo (Divisão 1)

Campeonatos Brasileiros:
- 1 vez Campeão de Stock Cars (1982)
- 2 vezes Vice - Campeão de Stock Cars (1981 e 1983)
- 2 vezes 3º Colocado no Brasileiro de Stock Cars (1980 e 85)
- Recordista de Pole Positions (1982)
- 20 Pole-Positions na Stock Cars
- 17 Vitórias na Stock Cars

Campeonato Mundiais:
- 1 vez Vencedor do Grand Prix de Miami, na World Challenge Class A (1994)
- 1 vez Campeão Mundial de Turismo – Trofeo Maserati (2005)
- 1 vez Vice - Campeão de Turismo – Trofeo Maserati (2005)
- 1 vez Campeão de Turismo – Trofeo Maserati (2006)
- Recordista de Vitórias na categoria (13)
- Recordista de Pole Positions na categoria (5)
- Recordista de Melhores Voltas na categoria (4)